# Agua Caliente Grande
Agua Caliente Grande är en ort i Mexiko.   Den ligger i kommunen Choix och delstaten Sinaloa, i den västra delen av landet, 1 200 km nordväst om huvudstaden Mexico City. Agua Caliente Grande ligger 272 meter över havet och antalet invånare är 1 540.
Terrängen runt Agua Caliente Grande är kuperad åt sydost, men åt nordväst är den platt. Runt Agua Caliente Grande är det mycket glesbefolkat, med 7 invånare per kvadratkilometer. Närmaste större samhälle är Choix, 19,2 km norr om Agua Caliente Grande. I omgivningarna runt Agua Caliente Grande växer huvudsakligen savannskog.